# گمینا وانچنا
گمینا وانچنا (به لهستانی:  Gmina Łączna) یک گمینا در لهستان است که در شهرستان سکارژسکو واقع شده‌است. گمینا وانچنا ۶۱٫۶۵ کیلومتر مربع مساحت و ۵٬۲۴۵ نفر جمعیت دارد.